# Erna Bürger
Erna Bürger (Eberswalde, Alemania, 26 de julio de 1909 - Düsseldorf, Alemania, 26 de junio de 1958) fue una gimnasta artística alemana, campeona olímpica en Berlín 1936 en el concurso por equipos.

## Carrera deportiva
En las Olimpiadas de Berlín de 1936 ayuda a su equipo a conseguir el oro en el concurso por equipos, quedando situadas en el podio por delante de las checoslovacas y húngaras, y siendo sus compañeras: Anita Bärwirth, Isolde Frölian, Friedl Iby, Trudi Meyer, Paula Pöhlsen, Julie Schmitt y Käthe Sohnemann.